# نعمة الحباشنة
نعمة الحباشنة ناشطة أردنية، ومنسقة حملة أمي أردنية وجنسيتها حق لي ,توفيت في 8 فباير 2015 اثر اصابتها بمرض السرطان .

## مسيرتها
عام 2006 بعد وفاة زوجها المغربي إثر إصابته بمرض السرطان بدأت معاناة نعمة، ترك لها بعد وفاته أربع بنات وولدين، واحدٌ منهم فقط يحمل الجنسية المغربية، أما الآخرين فلا يملكون أي أوراق ثبوتية وغير مؤمَّنين صحيا، كونهم غير أردنيين. واجهت نعمة الحباشنة مشكلة بسبب عدم قدرتها على تحصيل الجنسية الأردنية  لأولادها.
بعد عدة محاولات بأت بالفشل لاسترجاع حقوق أولادها، قررت نعمة الخروج في أول اعتصام للمطالبة بحق أولادها في الحصول على جنسية والدتهم الأردنية.
في العام 2007 أطلقت مبادرة «أمي أردنية وجنسيتها حق لي»، حيث انضمت لها العديد من النساء . وفي 29 يوليو2007أطلقت الصفحة الخاصة بالحملة على فيسبوك، وأول ما كتبته فيها نص المادة السادسة من الدستور الأردني «الأردنيون أمام القانون سواء لا تمييز بينهم في الحقوق والواجبات وإن اختلفوا في العرق أو اللغة أو الدين»

## نتائج الحملة
أقرت الحكومة الأردنية منح أبناء الأردنيات عدة مزايا، لم يكن هذا ما أرادته لكن اصابتها بمرض السرطان ودخولها المستشفى كان عائقا لاستمرارها بمطالبة كافة الحقوق.
استطاعت الحملة أن تشكل نواة تغيير في المجتمع الأردني وأوقظت الآف النساء ليخرجن لمطالبة حقوق أولادهن .

## وفاتها
توفيت نعمة في الثامن من فبراير 2015 اثر اصابتها بمرض السرطان.